# Arlette erobert Paris
Arlette erobert Paris ist eine deutsche Spielfilmromanze aus dem Jahre 1953 von Viktor Tourjansky mit Johanna Matz, Karlheinz Böhm und Paul Dahlke in den Hauptrollen. Der Geschichte liegt der Roman Das Mädchen mit der Mundharmonika von Frank F. Braun zugrunde.

## Handlung
Die zwar lebendige und fröhliche, aber auch ein wenig naive Arlette, ein Mädchen vom Lande und uneheliche Tochter des französischen Justizministers, reist nach Paris, nur mit einem Akkordeon bewaffnet. In den ihr frei und ungebunden erscheinenden Bohème-Kreisen erhofft sie mit ihrem Musikinstrument rasch Karriere zu machen. Da der ihr unbekannte Vater von ihrer Ankunft weiß, schickt Monsieur le Ministre ganz inkognito eine Begleitperson, den smarten Gérard Laurent, der Arlette bei ihrer Ankunft „einsammeln“ und fortan als eine Art Leibwächter und Anstandswauwau begleiten soll. Doch der Bodyguard verfehlt die unbedarfte Unschuld vom Lande, die stattdessen am Montparnasse auf zwei nette junge Männer stößt.
Die beiden, der Maler Luc Lamballe und der Student Marc Tissier, haben Gefallen an Arlette gefunden, und alle drei versuchen sich nunmehr als Straßensänger, um sich damit den einen oder anderen Franc zu verdienen. Da dies aber als Ordnungswidrigkeit gesehen wird, landen die drei jungen Leute auf der nächsten Polizeiwache. Dorthin wird auch Gérard geschickt. Kaum hat er Arlette kennen gelernt, verliebt er sich in das frische, lebensoffene Mädchen, das so ganz anders als die Pariser Demoiselles ist. Nach einigen weiteren Verwicklungen und dem schlussendlichen Rücktritt des Herrn Justizministers, der Arlette endlich als Vater, von dessen Existenz die junge Frau bislang nichts wusste, in die Arme schließen kann, kommt es zwischen ihr und dem steifen Ministerialbeamten Gérard zum Happy End.

## Produktionsnotizen
Arlette erobert Paris entstand in München-Geiselgasteig (Atelier) und in Paris und wurde am 1. September 1953 in Essen uraufgeführt. Die Berliner Premiere fand am 26. Oktober desselben Jahres statt. Fernsehpremiere war am 9. Oktober 1961 in der ARD.
Als Kommentator aus dem Off fungiert Ernst Fritz Fürbringer. Produzent Carl W. Tetting war auch Produktionsleiter. Franz Bi und Bruno Monden gestalteten die Filmbauten.

## Kritiken
Im Spiegel hieß es: „Die längst fällige deutsche Filminvasion der "Lichterstadt an der Seine" erfolgte in zwei Stoßrichtungen: auf der KdF-Ebene durch das Zieharmonikaspiel von Hannerl Matz, das Hohner-Orchester und Peter Kreuders vergeblich Flair und Charme haschenden Songs; auf der Duvivier-Ebene durch einen worttriefenden, überpointierten Feuilleton-Kommentar. Das Pariserische soll nach dem Willen von Autor und Regisseur durch malerische Unordnung der Interieurs, Bemerkungen wie "o la, la" und die ständige Anrede "Monsieur le ministre" gewahrt werden. Dafür, daß Hannerl Matz den Donau-Urtyp vertritt, zieht sie sich noch ganz gut aus der Seine-Affäre.“
Das Lexikon des Internationalen Films urteilt: „Freundliches, völlig unrealistisches Lustspiel, das einer Reihe junger deutscher Schauspieler zum Start verhalf.“